# نيو كاستل (نيويورك)
نيو كاستل (بالإنجليزية: New Castle, New York) هي بلدة أمريكية تقع في الولايات المتحدة في مقاطعة ويستتشستر، نيويورك. يقدر عدد سكانها بـ 17,569 نسمة ومساحتها 60.7 كم2 وترتفع عن سطح البحر 171 متر.